# Mary Spencer Watson

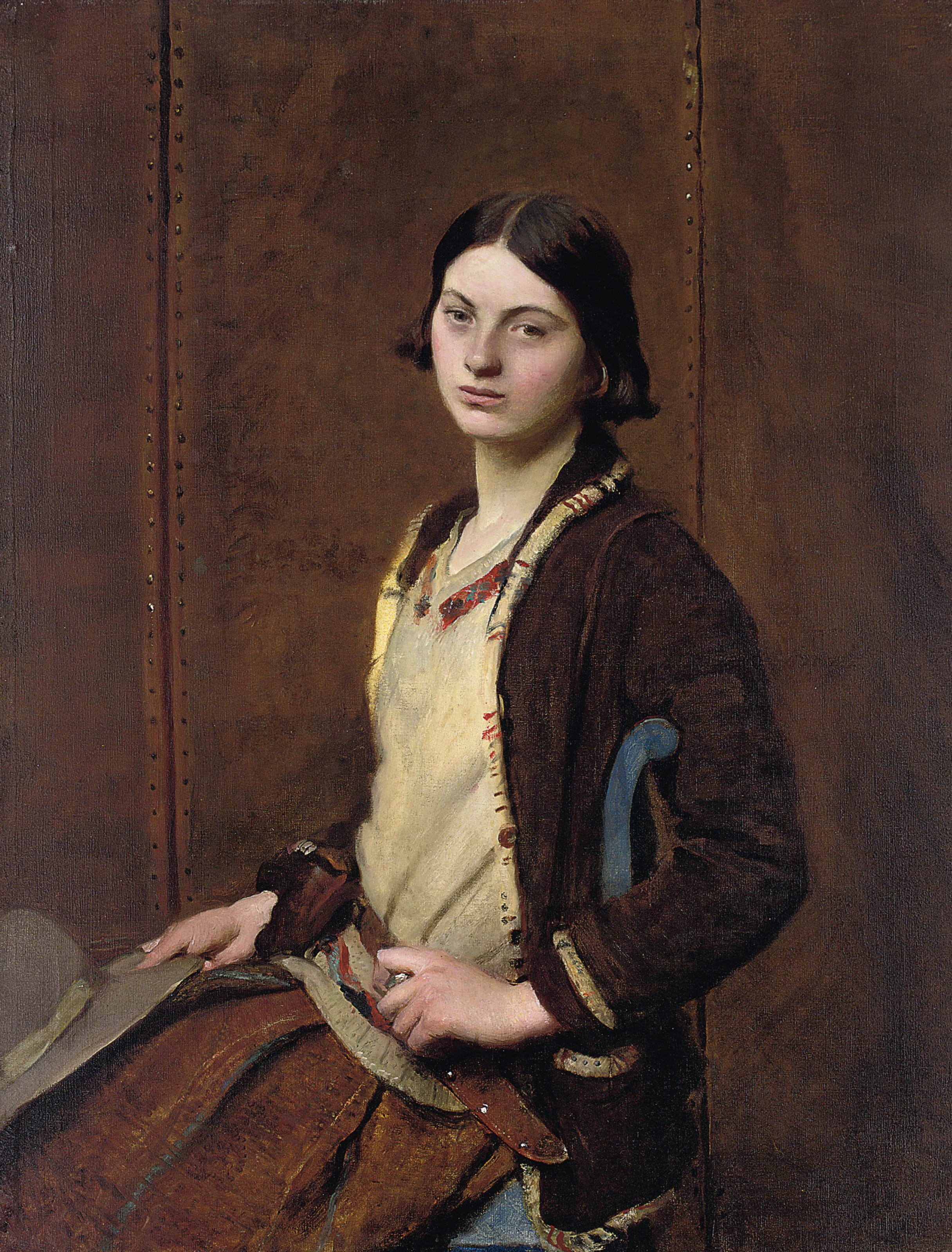
Mary Spencer Watson, 1930, von George Spencer Watson (1869–1934)

Mary Spencer Watson (* 1. Juni 1913 in London; † 12. November 2006 in Dorset) war eine britische Bildhauerin.

## Leben
Mary Spencer Watson wurde 1913 in London geboren. Sie war die Tochter des Kunstsammlers Frank Watson. Sie studierte zunächst an den Royal Academy Schools in London und anschließend bei Henry Moore am Royal College of Art. Während des Zweiten Weltkriegs arbeitete sie für die britische Regierung im Bereich der Kunstförderung. Nach dem Krieg ließ sie sich in Dorset nieder, wo sie den Großteil ihres Lebens verbrachte und ihre künstlerische Arbeit fortsetzte. Sie war Mitglied verschiedener Künstlervereinigungen und beteiligte sich an zahlreichen Ausstellungen.

## Werk

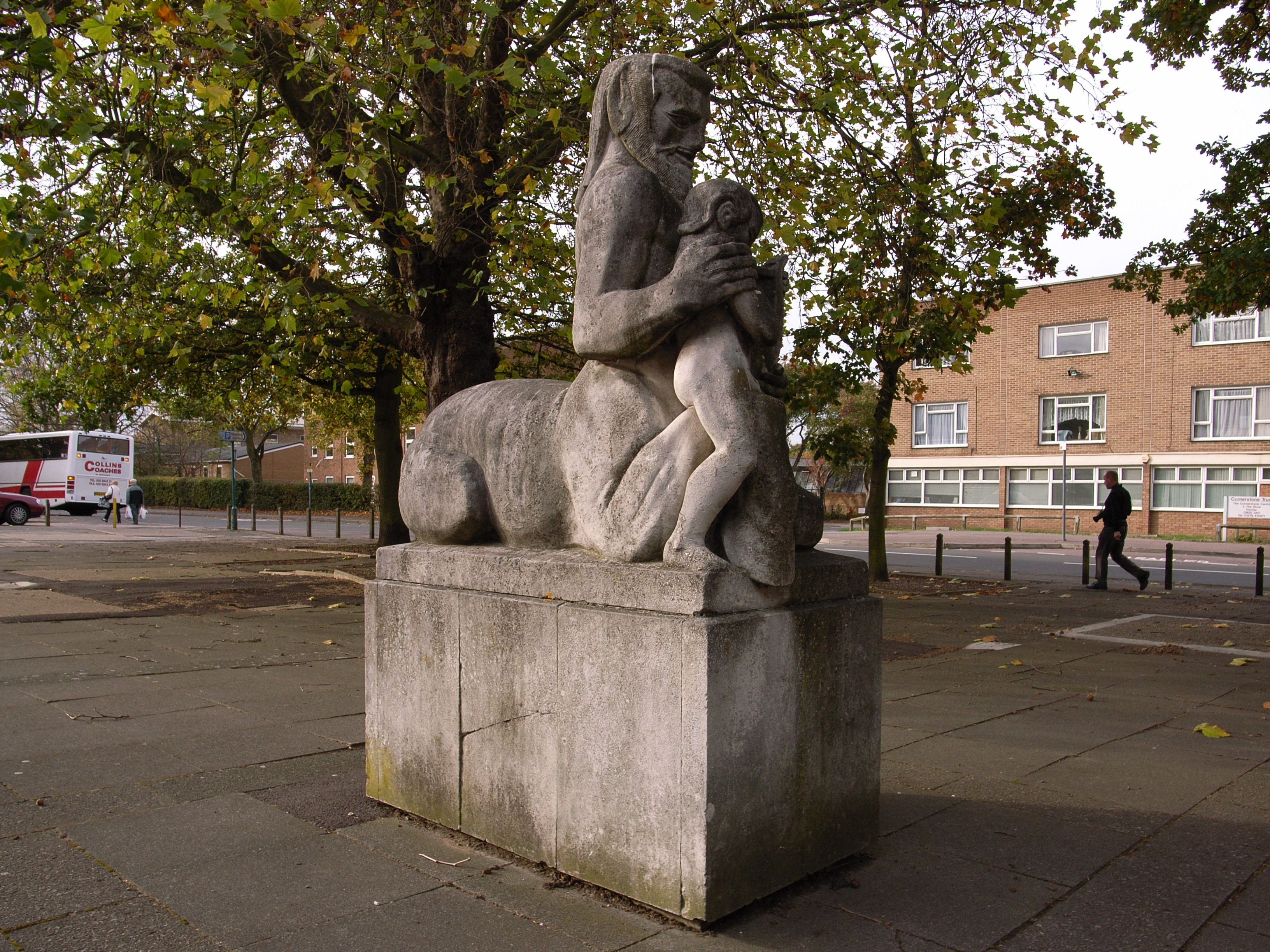
Chiron (1953) von Mary Spencer Watson, gegenüber dem Einkaufszentrum Stow in Harlow, Essex, England

Mary Spencer Watson war bekannt für ihre figurativen Skulpturen, die häufig aus Stein, Bronze oder Terrakotta gefertigt wurden. Ihr Stil zeichnet sich durch eine Kombination aus traditioneller Bildhauerei und moderner Abstraktion aus. Sie schuf sowohl öffentliche Denkmäler als auch private Werke. Ihre Arbeiten zeigen eine tiefe Verbindung zur Natur und zur menschlichen Form und werden als kraftvoll und zugleich sensibel beschrieben.